# Stara Rega (struga)
Stara Rega (potocznie Kanał Ulgi) – struga w woj. zachodniopomorskim, w gminie Trzebiatów; lewobrzeżny dopływ Regi.
Struga ma swój początek na zachód od Chełma Gryfickiego, skąd biegnie na północ w kierunku Włodarki. W okolicy dawnych torów wąskotorówki zmienia bieg na północny wschód, gdzie na polach zmienia odbija na północ i biegnie równolegle do Regi.
Ok. 0,35 km od ujścia do Regi, struga łączy się z dużym kanałem i odbija swój bieg na północny wschód. Ujściowy odcinek ma szerokie koryto i kończy się jazem ze stacją pomp "Włodarka".
Struga jest połączona z siecią rowów i kanałów melioracyjnych, a jej góry bieg ma odcinki prostego koryta.
Teren po którym płynie Stara Rega w całości należy obszarów programu Natura 2000 tzn. obszaru specjalnej ochrony ptaków "Wybrzeże Trzebiatowskie", a także do obszaru ochrony siedlisk Trzebiatowsko-Kołobrzeskiego Pasa Nadmorskiego..

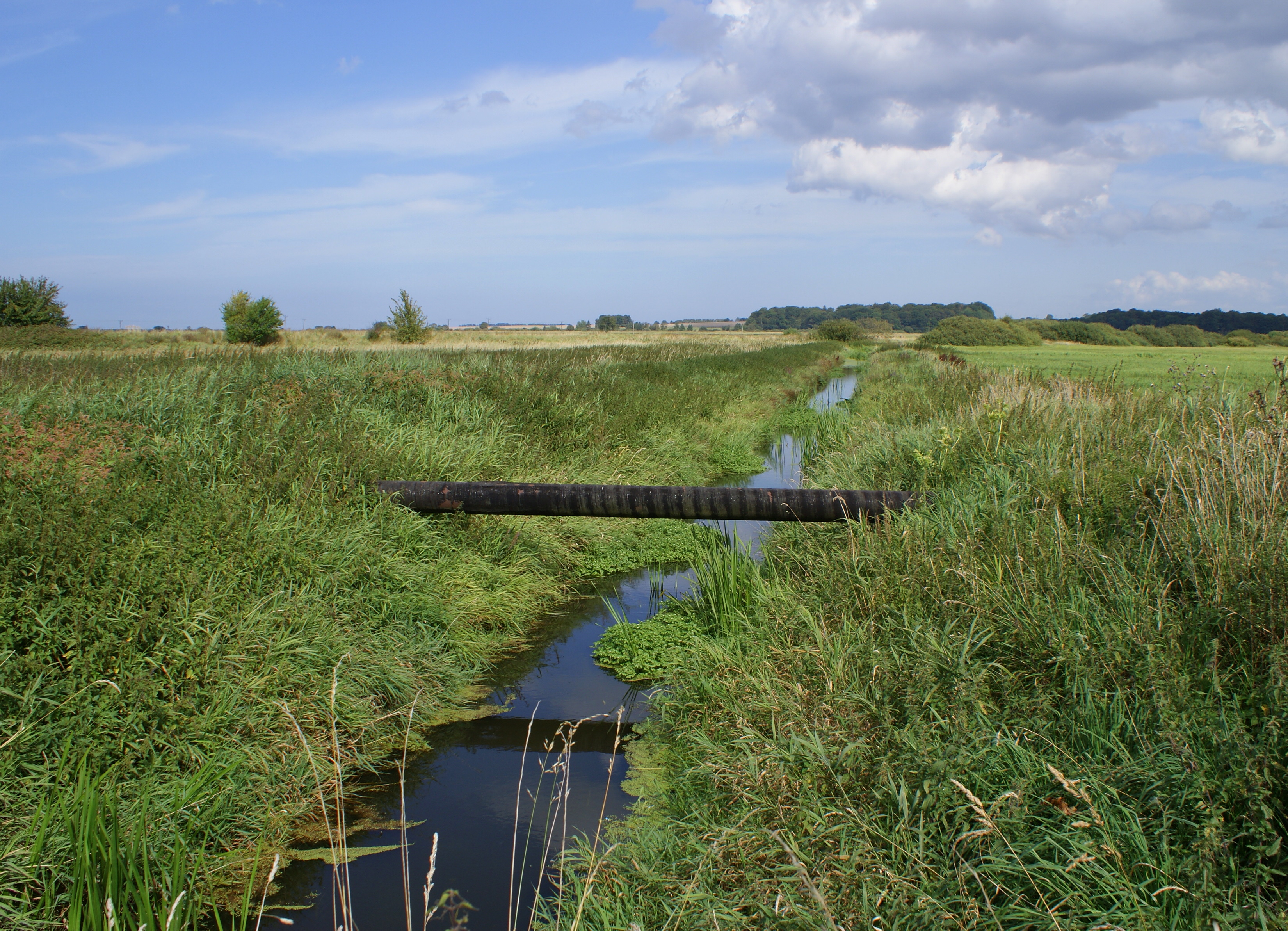
Początkowy bieg Starej Regi przy Włodarce